# Lista de itinerários principais de Portugal
Os itinerários principais são a rede fundamental considerada pelo Plano Rodoviário Nacional de 2000. Esta é uma lista dos Itinerários Principais de Portugal:
| Itinerário Principal | Trajecto                             | Sentido | Km     |
| -------------------- | ------------------------------------ | ------- | ------ |
| IP 1                 | Valença - Castro Marim               | NO - SE | 734 km |
| IP 2                 | Portelo - Faro                       | NE - S  | 564 km |
| IP 3                 | Vila Verde da Raia - Figueira da Foz | NE - SO | 279 km |
| IP 4                 | Porto - Quintanilha                  | O - E   | 237 km |
| IP 5                 | Aveiro - Fronteira com Espanha       | O - E   | 204 km |
| IP 6                 | Peniche - Castelo Branco             | O - E   | 219 km |
| IP 7                 | Lisboa - Caia                        | O - E   | 225 km |
| IP 8                 | Sines - Vila Verde de Ficalho        | O - E   | 154 km |
| IP 9                 | Viana do Castelo - Vila Real         | NO - SE | 161 km |

## Lista de Itinerários principais
| Número | Designação                      | Percurso | Extensão | Situação   | Mapa |
| ------ | ------------------------------- | --- | -------- | ---------- | ---- |
| IP 1   | Itinerário Principal do Litoral | Valença – Braga – Vila Nova de Famalicão – Trofa – Santo Tirso – Porto – Vila Nova de Gaia – Santa Maria da Feira – Estarreja – Albergaria-a-Velha – Aveiro – Mealhada – Coimbra – Pombal – Leiria – Fátima – Santarém – Vila Franca de Xira – Lisboa – Montijo – Setúbal – Alcácer do Sal – Grândola – Aljustrel – Ourique – Castro Verde – Almodôvar – Paderne – Loulé – Faro – Olhão – Tavira – Castro Marim | 747 km   | Em serviço |      |